# Hokejová Liga mistrů 2016/2017
Hokejová Liga mistrů 2016/2017 je třetím ročníkem evropské klubové soutěže pořádané akciovou společností Champions Hockey League. Soutěže se zúčastní 48 klubů. V základních skupinách se uskuteční celkem 96 zápasů, ve vyřazovací části se uskuteční celkem 61 zápasů, dohromady tedy bude v celém ročníku odehráno 157 utkání.

## Kvalifikace
Poček klubů s A-licencí i B-licencí zůstal oproti loňskému ročníků nezměněn. A-licenci má 6 švédských, 6 finských, 4 české, 4 švýcarské a 4 německé a 2 rakouské (z mezinárodní EBEL) zakládající kluby. Dalších 12 klubů, po dvou z každé ze 6 členských lig, získá B-licenci. Počet týmů s licencí C zůstal na čísle deset.
Každá členská liga pak disponuje dvěma B-licencemi, které jsou přiděleny:
- 1. vítězi play-off
- 2. vítězi základní části

Pokud některou z těchto pozic obsadí tým s A-licencí, získá B-licenci klub:
- 3. druhý po základní části
- 4. finalista play-off
- 5. lépe postavený semifinalista play-off
- 6. hůře postavený semifinalista play-off

### Kvalifikované kluby
| Klub                  | Soutěž                  | Kvalifikace                                          | Licence |
| --------------------- | ----------------------- | ---------------------------------------------------- | ------- |
| EC Red Bull Salzburg  | EBEL                    | zakládající člen (vítěz ZČ + celkový vítěz)          | A       |
| Vienna Capitals       | EBEL                    | zakládající člen                                     | A       |
| Bílí Tygři Liberec    | ELH                     | zakládající člen (vítěz ZČ + celkový vítěz)          | A       |
| HC Dynamo Pardubice   | ELH                     | zakládající člen                                     | A       |
| HC Sparta Praha       | ELH                     | zakládající člen (2. po ZČ + finalista play-off)     | A       |
| HC Vítkovice Ridera   | ELH                     | zakládající člen                                     | A       |
| HIFK Hockey           | SM-liiga                | zakládající člen (vítěz ZČ + finalista play-off)     | A       |
| JYP Jyväskylä         | SM-liiga                | zakládající člen (4. po ZČ + semifinalista play-off) | A       |
| KalPa                 | SM-liiga                | zakládající člen                                     | A       |
| Oulun Kärpät          | SM-liiga                | zakládající člen (2. po ZČ + semifinalista play-off) | A       |
| Tappara Tampere       | SM-liiga                | zakládající člen (3. po ZČ + celkový vítěz)          | A       |
| TPS Turku             | SM-liiga                | zakládající člen                                     | A       |
| Adler Mannheim        | DEL                     | zakládající člen                                     | A       |
| Eisbären Berlín       | DEL                     | zakládající člen (2. po ZČ)                          | A       |
| ERC Ingolstadt        | DEL                     | zakládající člen                                     | A       |
| Krefeld Pinguine      | DEL                     | zakládající člen                                     | A       |
| SC Bern               | National League         | zakládající člen (celkový vítěz)                     | A       |
| Fribourg-Gottéron     | National League         | zakládající člen                                     | A       |
| ZSC Lions             | National League         | zakládající člen (vítěz ZČ)                          | A       |
| EV Zug                | National League         | zakládající člen                                     | A       |
| Frölunda Indians      | Elitserien              | zakládající člen (2. po ZČ + celkový vítěz)          | A       |
| Färjestad BK          | Elitserien              | zakládající člen                                     | A       |
| HV71 Jonkoping        | Elitserien              | zakládající člen                                     | A       |
| Linköpings HC         | Elitserien              | zakládající člen                                     | A       |
| Luleå HF              | Elitserien              | zakládající člen (semifinalista play-off)            | A       |
| Djurgården            | Elitserien              | zakládající člen                                     | A       |
| Skellefteå AIK        | Elitserien              | vítěz základní části + finalista play-off            | B       |
| Växjö Lakers HC       | Elitserien              | semifinalista play-off                               | B       |
| EHC Red Bull München  | DEL                     | vítěz ZČ + celkový vítěz                             | B       |
| EHC Wolfsburg         | DEL                     | finalista play-off                                   | B       |
| HC Škoda Plzeň        | ELH                     | semifinalista play-off                               | B       |
| BK Mladá Boleslav     | ELH                     | semifinalista play-off                               | B       |
| HC Davos              | National League         | 2. tým základní části                                | B       |
| HC Lugano             | National League         | finalista play-off                                   | B       |
| SaiPa                 | SM-liiga                | 5. po ZČ                                             | B       |
| Lukko Rauma           | SM-liiga                | 6. po ZČ                                             | B       |
| Orli Znojmo           | EBEL                    | 2. tým základní části                                | B       |
| EHC Black Wings Linz  | EBEL                    | semifinalista play-off                               | B       |
| Stavanger Oilers      | GET-ligaen              | vítěz ZČ + celkový vítěz                             | C       |
| Lørenskog IK          | GET-ligaen              | 2. po ZČ                                             | C       |
| HK Nitra              | Slovenská extraliga     | celkový vítěz                                        | C       |
| HC Košice             | Slovenská extraliga     | vítěz základní části                                 | C       |
| Esbjerg Energy        | Metal Ligaen            | celkový vítěz                                        | C       |
| Rapaces de Gap        | Ligue Magnus            | vítěz základní části                                 | C       |
| Rouen Hockey Élite 76 | Ligue Magnus            | celkový vítěz + vítěz Kontinentálního poháru         | C       |
| Sheffield Steelers    | Elite Ice Hockey League | celkový vítěz                                        | C       |
| Comarch Cracovia      | Polská hokejová liga    | celkový vítěz                                        | C       |
| Junosť Minsk          | Běloruská extraliga     | celkový vítěz                                        | C       |

## Systém soutěže
Systém je stejný jako v předešlé sezoně. 48 týmů bude rozlosováno do 16 tříčlenných skupin, ve kterých se střetnou dvakrát každý s každým (celkem 4 kola). Dva nejlepší týmy z každé skupiny postoupí do vyřazovací části.
Play-off se hraje až na finále na dva zápasy (nerozhodné zápasy se neprodlužují) a postupuje mužstvo s nejlepším celkovým skóre. Bude-li po dvou zápasech skóre nerozhodné, rozhodne desetiminutové prodloužení, popřípadě samostatné nájezdy. Finále rozhodne jediný finálový zápas, který v případě remízy po základní hrací době rozhodne dvacetiminutové prodloužení, popřípadě samostatné nájezdy.

## Základní část
Zápasy základních skupin budou probíhat od 16. srpna do 11. září 2016.

### Skupina A

#### Tabulka
| Tým                 | Z | V | Vp | Pp | P | VB | OB | +/- | B |
| ------------------- | - | - | -- | -- | - | -- | -- | --- | - |
| Frölunda Indians    | 4 | 2 | 0  | 1  | 1 | 11 | 9  | +2  | 7 |
| EHC Wolfsburg       | 4 | 2 | 0  | 0  | 2 | 11 | 10 | +1  | 6 |
| HC Dynamo Pardubice | 4 | 1 | 1  | 0  | 2 | 11 | 14 | -3  | 5 |

#### Zápasy
| Den       | Domácí              | Skóre  | Hosté               | Třetiny           |
| --------- | ------------------- | ------ | ------------------- | ----------------- |
| 19.8.2016 | EHC Wolfsburg       | 1:2    | Frölunda Indians    | (0:0,1:0,0:2)     |
| 21.8.2016 | HC Dynamo Pardubice | 3:2 SN | Frölunda Indians    | (1:1,1:1,0:0-0:0) |
| 27.8.2016 | Frölunda Indians    | 5:2    | HC Dynamo Pardubice | (3:0,0:2,2:0)     |
| 4.9.2016  | EHC Wolfsburg       | 6:0    | HC Dynamo Pardubice | (1:0,3:0,2:0)     |
| 7.9.2016  | HC Dynamo Pardubice | 6:1    | EHC Wolfsburg       | (1:0,2:0,3:1)     |
| 9.9.2016  | Frölunda Indians    | 2:3    | EHC Wolfsburg       | (1:2,1:0,0:1)     |

### Skupina B

#### Tabulka
| Tým                   | Z | V | Vp | Pp | P | VB | OB | +/- | B |
| --------------------- | - | - | -- | -- | - | -- | -- | --- | - |
| Djurgården            | 4 | 2 | 1  | 0  | 1 | 15 | 6  | +9  | 8 |
| HC Davos              | 4 | 2 | 1  | 0  | 1 | 10 | 10 | 0   | 8 |
| Rouen Hockey Élite 76 | 4 | 0 | 0  | 2  | 2 | 6  | 15 | -9  | 2 |

#### Zápasy
| Den       | Domácí                | Skóre  | Hosté                 | Třetiny           |
| --------- | --------------------- | ------ | --------------------- | ----------------- |
| 19.8.2016 | HC Davos              | 4:1    | Rouen Hockey Élite 76 | (1:1,2:0,1:0)     |
| 21.8.2016 | Djurgården            | 4:0    | Rouen Hockey Élite 76 | (0:0,1:0,3:0)     |
| 27.8.2016 | Djurgården            | 6:0    | HC Davos              | (2:0,3:0,1:0)     |
| 2.9.2016  | HC Davos              | 3:1    | Djurgården            | (1:0,1:0,1:1)     |
| 6.9.2016  | Rouen Hockey Élite 76 | 2:3 PP | HC Davos              | (0:1,1:1,1:0-0:1) |
| 10.9.2016 | Rouen Hockey Élite 76 | 3:4 PP | Djurgården            | (1:2,2:1,0:0-0:1) |

### Skupina C

#### Tabulka
| Tým             | Z | V | Vp | Pp | P | VB | OB | +/- | B |
| --------------- | - | - | -- | -- | - | -- | -- | --- | - |
| HC Lugano       | 4 | 2 | 1  | 0  | 1 | 11 | 9  | +2  | 8 |
| Tappara Tampere | 4 | 2 | 0  | 0  | 2 | 7  | 9  | -2  | 6 |
| Adler Mannheim  | 4 | 1 | 0  | 1  | 2 | 10 | 10 | 0   | 4 |

#### Zápasy
| Den       | Domácí          | Skóre  | Hosté           | Třetiny           |
| --------- | --------------- | ------ | --------------- | ----------------- |
| 18.8.2016 | Adler Mannheim  | 1:3    | HC Lugano       | (2:0,0:2,0:1)     |
| 21.8.2016 | Adler Mannheim  | 4:1    | Tappara Tampere | (0:0,3:0,1:1)     |
| 23.8.2016 | HC Lugano       | 1:3    | Tappara Tampere | (1:0,0:1,0:2)     |
| 27.8.2016 | Tappara Tampere | 1:3    | HC Lugano       | (1:2,0:1,0:0)     |
| 7.9.2016  | HC Lugano       | 4:3 PP | Adler Mannheim  | (0:1,2:1,1:1-1:0) |
| 11.9.2016 | Tappara Tampere | 2:1    | Adler Mannheim  | (2:0,0:1,0:0)     |

### Skupina D

#### Tabulka
| Tým            | Z | V | Vp | Pp | P | VB | OB | +/- | B  |
| -------------- | - | - | -- | -- | - | -- | -- | --- | -- |
| ZSC Lions      | 4 | 3 | 1  | 0  | 0 | 11 | 3  | +8  | 11 |
| Lukko Rauma    | 3 | 1 | 0  | 1  | 2 | 9  | 9  | 0   | 4  |
| ERC Ingolstadt | 4 | 1 | 0  | 0  | 3 | 5  | 13 | -8  | 3  |

#### Zápasy
| Den       | Domácí         | Skóre  | Hosté          | Třetiny           |
| --------- | -------------- | ------ | -------------- | ----------------- |
| 16.8.2016 | ZSC Lions      | 2:0    | ERC Ingolstadt | (0:0,1:0,1:0)     |
| 20.8.2016 | ERC Ingolstadt | 1:4    | ZSC Lions      | (0:0,1:3,0:1)     |
| 26.8.2016 | Lukko Rauma    | 2:3 SN | ZSC Lions      | (0:2,0:0,2:0-0:0) |
| 3.9.2016  | ZSC Lions      | 2:0    | Lukko Rauma    | (0:0,2:0,0:0)     |
| 6.9.2016  | ERC Ingolstadt | 1:6    | Lukko Rauma    | (0:1,1:1,0:4)     |
| 10.9.2016 | Lukko Rauma    | 1:3    | ERC Ingolstadt | (1:0,0:3,0:0)     |

### Skupina E

#### Tabulka
| Tým                 | Z | V | Vp | Pp | P | VB | OB | +/- | B  |
| ------------------- | - | - | -- | -- | - | -- | -- | --- | -- |
| Oulun Kärpät        | 4 | 3 | 1  | 0  | 0 | 12 | 5  | +7  | 11 |
| HC Vítkovice Ridera | 4 | 1 | 0  | 1  | 2 | 7  | 10 | -3  | 4  |
| Krefeld Pinguine    | 4 | 1 | 0  | 0  | 3 | 8  | 12 | -4  | 3  |

#### Zápasy
| Den       | Domácí              | Skóre  | Hosté               | Třetiny           |
| --------- | ------------------- | ------ | ------------------- | ----------------- |
| 16.8.2016 | HC Vítkovice Ridera | 2:4    | Oulun Kärpät        | (0:1,1:21:1)      |
| 18.8.2016 | Krefeld Pinguine    | 0:2    | Oulun Kärpät        | (0:1,0:1,0:0)     |
| 20.8.2016 | Krefeld Pinguine    | 2:0    | HC Vítkovice Ridera | (0:0,0:0,2:0)     |
| 26.8.2016 | Oulun Kärpät        | 1:0 PP | HC Vítkovice Ridera | (0:0,0:0,0:0-1:0) |
| 7.9.2016  | HC Vítkovice Ridera | 5:3    | Krefeld Pinguine    | (3:0,0:1,2:2)     |
| 10.9.2016 | Oulun Kärpät        | 5:3    | Krefeld Pinguine    | (1:1,1:1,3:1)     |

### Skupina F

#### Tabulka
| Tým                  | Z | V | Vp | Pp | P | VB | OB | +/- | B |
| -------------------- | - | - | -- | -- | - | -- | -- | --- | - |
| Fribourg-Gottéron    | 4 | 3 | 0  | 0  | 1 | 12 | 6  | +6  | 9 |
| EHC Red Bull München | 4 | 3 | 0  | 0  | 1 | 14 | 7  | +7  | 9 |
| Orli Znojmo          | 4 | 0 | 0  | 0  | 4 | 6  | 19 | -13 | 0 |

#### Zápasy
| Den       | Domácí               | Skóre | Hosté                | Třetiny       |
| --------- | -------------------- | ----- | -------------------- | ------------- |
| 20.8.2016 | Fribourg-Gottéron    | 3:0   | EHC Red Bull München | (1:0,1:0,1:0) |
| 23.8.2016 | Orli Znojmo          | 3:4   | EHC Red Bull München | (1:1,1:0,1:3) |
| 1.9.2016  | Fribourg-Gottéron    | 5:2   | Orli Znojmo          | (2:0,0:1,3:1) |
| 4.9.2016  | Orli Znojmo          | 1:3   | Fribourg-Gottéron    | (0:1,0:0,1:2) |
| 6.9.2016  | EHC Red Bull München | 3:1   | Fribourg-Gottéron    | (1:0,2:0,0:1) |
| 9.9.2016  | EHC Red Bull München | 7:0   | Orli Znojmo          | (1:0,3:0,3:0) |

### Skupina G

#### Tabulka
| Tým            | Z | V | Vp | Pp | P | VB | OB | +/- | B  |
| -------------- | - | - | -- | -- | - | -- | -- | --- | -- |
| EV Zug         | 4 | 3 | 1  | 0  | 0 | 17 | 7  | +10 | 11 |
| HIFK Hockey    | 4 | 1 | 0  | 1  | 2 | 13 | 11 | +2  | 4  |
| Esbjerg Energy | 4 | 0 | 1  | 1  | 2 | 10 | 22 | -12 | 3  |

#### Zápasy
| Den       | Domácí         | Skóre  | Hosté          | Třetiny           |
| --------- | -------------- | ------ | -------------- | ----------------- |
| 19.8.2016 | Esbjerg Energy | 3:8    | EV Zug         | (1:2,1:4,1:2)     |
| 26.8.2016 | EV Zug         | 2:1    | HIFK Hockey    | (1:0,0:0,1:1)     |
| 2.9.2016  | HIFK Hockey    | 1:4    | EV Zug         | (0:0,0:2,1:2)     |
| 6.9.2016  | EV Zug         | 3:2 SN | Esbjerg Energy | (2:1,0:1,0:0-0:0) |
| 9.9.2016  | Esbjerg Energy | 5:4pr  | HIFK Hockey    | (1:2,1:1,2:1-1:0) |
| 11.9.2016 | HIFK Hockey    | 7:0    | Esbjerg Energy | (3:0,2:0,2:0)     |

### Skupina H

#### Tabulka
| Tým                | Z | V | Vp | Pp | P | VB | OB | +/- | B  |
| ------------------ | - | - | -- | -- | - | -- | -- | --- | -- |
| TPS Turku          | 4 | 3 | 1  | 0  | 0 | 15 | 3  | +12 | 11 |
| Bílí Tygři Liberec | 4 | 1 | 1  | 1  | 1 | 8  | 9  | -1  | 6  |
| Lørenskog IK       | 4 | 0 | 0  | 1  | 3 | 5  | 16 | -11 | 1  |

#### Zápasy
| Den       | Domácí             | Skóre  | Hosté              | Třetiny           |
| --------- | ------------------ | ------ | ------------------ | ----------------- |
| 21.8.2016 | Bílí Tygři Liberec | 4:3 PP | Lørenskog IK       | (1:1,1:1,1:1-1:0) |
| 24.8.2016 | TPS Turku          | 4:1    | Lørenskog IK       | (1:1,2:0,1:0)     |
| 26.8.2016 | Bílí Tygři Liberec | 1:2 SN | TPS Turku          | (0:1,0:0,1:0-0:0) |
| 2.9.2016  | TPS Turku          | 3:1    | Bílí Tygři Liberec | (2:0,1:1,0:0)     |
| 6.9.2016  | Lørenskog IK       | 1:2    | Bílí Tygři Liberec | (0:1,0:1,1:0)     |
| 9.9.2016  | Lørenskog IK       | 0:6    | TPS Turku          | (0:1,0:4,0:1)     |

### Skupina I

#### Tabulka
| Tým             | Z | V | Vp | Pp | P | VB | OB | +/- | B  |
| --------------- | - | - | -- | -- | - | -- | -- | --- | -- |
| SaiPa           | 4 | 3 | 1  | 0  | 0 | 17 | 9  | +8  | 11 |
| Eisbären Berlín | 4 | 2 | 0  | 0  | 2 | 12 | 13 | -1  | 6  |
| Luleå HF        | 4 | 0 | 0  | 1  | 3 | 7  | 14 | -7  | 1  |

#### Zápasy
| Den       | Domácí          | Skóre  | Hosté           | Třetiny           |
| --------- | --------------- | ------ | --------------- | ----------------- |
| 19.8.2016 | Eisbären Berlín | 2:1    | Luleå HF        | (0:0,1:1,1:0)     |
| 21.8.2016 | Eisbären Berlín | 2:4    | SaiPa           | (1:1,0:2,1:1)     |
| 23.8.2016 | Luleå HF        | 2:4    | SaiPa           | (0:1,0:0,2:3)     |
| 4.9.2016  | SaiPa           | 3:2 SN | Luleå HF        | (0:1,0:1,2:0-0:0) |
| 8.9.2016  | Luleå HF        | 2:5    | Eisbären Berlín | (0:1,0:3,2:1)     |
| 10.9.2016 | SaiPa           | 6:3    | Eisbären Berlín | (0:1,3:0,3:2)     |

### Skupina J

#### Tabulka
| Tým              | Z | V | Vp | Pp | P | VB | OB | +/- | B |
| ---------------- | - | - | -- | -- | - | -- | -- | --- | - |
| HK Nitra         | 4 | 3 | 0  | 0  | 1 | 9  | 6  | +3  | 9 |
| HC Škoda Plzeň   | 4 | 2 | 0  | 0  | 2 | 12 | 10 | +2  | 6 |
| Stavanger Oilers | 4 | 1 | 0  | 0  | 3 | 7  | 12 | -5  | 3 |

#### Zápasy
| Den       | Domácí           | Skóre | Hosté            | Třetiny       |
| --------- | ---------------- | ----- | ---------------- | ------------- |
| 18.8.2016 | Stavanger Oilers | 2:1   | HK Nitra         | (2:1,0:0,0:0) |
| 20.8.2016 | Stavanger Oilers | 0:3   | HC Škoda Plzeň   | (0:0,0:2,0:1) |
| 27.8.2016 | HK Nitra         | 2:1   | HC Škoda Plzeň   | (1:0,0:1,1:0) |
| 3.9.2016  | HC Škoda Plzeň   | 2:4   | HK Nitra         | (2:0,0:3,0:1) |
| 6.9.2016  | HK Nitra         | 2:1   | Stavanger Oilers | (1:0,1:1,0:0) |
| 8.9.2016  | HC Škoda Plzeň   | 6:4   | Stavanger Oilers | (3:1,3:2,0:1) |

### Skupina K

#### Tabulka
| Tým            | Z | V | Vp | Pp | P | VB | OB | +/- | B  |
| -------------- | - | - | -- | -- | - | -- | -- | --- | -- |
| Linköpings HC  | 4 | 4 | 0  | 0  | 0 | 16 | 7  | +5  | 12 |
| JYP Jyväskylä  | 4 | 2 | 0  | 0  | 2 | 12 | 9  | 0+  | 6  |
| Rapaces de Gap | 4 | 0 | 0  | 0  | 4 | 2  | 16 | -14 | 0  |

#### Zápasy
| Den       | Domácí         | Skóre | Hosté          | Třetiny       |
| --------- | -------------- | ----- | -------------- | ------------- |
| 19.8.2016 | Rapaces de Gap | 1:4   | JYP Jyväskylä  | (0:1,0:3,1:0) |
| 21.8.2016 | Rapaces de Gap | 0:2   | Linköpings HC  | (0:1,0:0,0:1) |
| 28.8.2016 | JYP Jyväskylä  | 1:4   | Linköpings HC  | (1:1,0:1,0:2) |
| 2.9.2016  | Linköpings HC  | 4:3   | JYP Jyväskylä  | (2:1,0:1,2:1) |
| 8.9.2016  | Linköpings HC  | 6:1   | Rapaces de Gap | (0:1,5:0,1:0) |
| 10.9.2016 | JYP Jyväskylä  | 4:0   | Rapaces de Gap | (2:0,1:0,1:0) |

### Skupina L

#### Tabulka
| Tým               | Z | V | Vp | Pp | P | VB | OB | +/- | B |
| ----------------- | - | - | -- | -- | - | -- | -- | --- | - |
| Växjö Lakers HC   | 4 | 2 | 0  | 2  | 0 | 16 | 10 | +6  | 8 |
| Junosť Minsk      | 4 | 1 | 1  | 0  | 2 | 10 | 13 | -3  | 5 |
| BK Mladá Boleslav | 4 | 1 | 1  | 0  | 2 | 12 | 15 | -3  | 5 |

O postupu Minsku rozhodl větší počet vstřelených branek ve vítězném vzájemném utkání.

#### Zápasy
| Den       | Domácí            | Skóre  | Hosté             | Třetiny           |
| --------- | ----------------- | ------ | ----------------- | ----------------- |
| 16.8.2016 | Junosť Minsk      | 4:3    | BK Mladá Boleslav | (1:1,2:1,1:1)     |
| 18.8.2016 | Växjö Lakers HC   | 7:3    | BK Mladá Boleslav | (3:3,2:0,2:0)     |
| 21.8.2016 | BK Mladá Boleslav | 3:2 SN | Växjö Lakers HC   | (1:2,0:0,1:0-0:0) |
| 23.8.2016 | Junosť Minsk      | 4:3 PP | Växjö Lakers HC   | (1:2,2:0,0:1-1:0) |
| 6.9.2016  | BK Mladá Boleslav | 3:2    | Junosť Minsk      | (1:0,2:2,0:0)     |
| 9.9.2016  | Växjö Lakers HC   | 4:0    | Junosť Minsk      | (2:0,0:0,2:0)     |

### Skupina M

#### Tabulka
| Tým                  | Z | V | Vp | Pp | P | VB | OB | +/- | B  |
| -------------------- | - | - | -- | -- | - | -- | -- | --- | -- |
| SC Bern              | 4 | 4 | 0  | 0  | 0 | 17 | 5  | +12 | 12 |
| HC Košice            | 4 | 1 | 0  | 0  | 3 | 10 | 15 | -5  | 3  |
| EHC Black Wings Linz | 4 | 1 | 0  | 0  | 3 | 7  | 14 | -7  | 3  |

#### Zápasy
| Den       | Domácí               | Skóre | Hosté                | Třetiny       |
| --------- | -------------------- | ----- | -------------------- | ------------- |
| 16.8.2016 | HC Košice            | 3:6   | SC Bern              | (0:1,1:2,2:3) |
| 18.8.2016 | EHC Black Wings Linz | 1:3   | SC Bern              | (0:0,0:3,1:0) |
| 20.8.2016 | HC Košice            | 2:3   | EHC Black Wings Linz | (0:0,2:2,0:1) |
| 23.8.2016 | EHC Black Wings Linz | 3:4   | HC Košice            | (1:0,2:1,0:3) |
| 3.9.2016  | SC Bern              | 3:1   | HC Košice            | (1:0,0:0,2:1) |
| 6.9.2016  | SC Bern              | 5:0   | EHC Black Wings Linz | (0:0,2:0,3:0) |

### Skupina N

#### Tabulka
| Tým             | Z | V | Vp | Pp | P | VB | OB | +/- | B |
| --------------- | - | - | -- | -- | - | -- | -- | --- | - |
| Skellefteå AIK  | 4 | 2 | 0  | 1  | 1 | 10 | 9  | +1  | 7 |
| KalPa           | 4 | 2 | 0  | 0  | 2 | 7  | 8  | -1  | 6 |
| Vienna Capitals | 4 | 1 | 1  | 0  | 2 | 10 | 10 | 0   | 5 |

#### Zápasy
| Den       | Domácí          | Skóre  | Hosté           | Třetiny           |
| --------- | --------------- | ------ | --------------- | ----------------- |
| 18.8.2016 | Vienna Capitals | 3:2 PP | Skellefteå AIK  | (0:1,2:0,0:1-1:0) |
| 20.8.2016 | KalPa           | 1:2    | Skellefteå AIK  | (0:0,1:2,0:0)     |
| 27.8.2016 | Skellefteå AIK  | 4:0    | KalPa           | (0:0,1:0,3:0)     |
| 7.9.2016  | Skellefteå AIK  | 2:5    | Vienna Capitals | (0:2,0:2,2:1)     |
| 9.9.2016  | KalPa           | 3:1    | Vienna Capitals | (0:1,0:0,3:0)     |
| 11.9.2016 | Vienna Capitals | 1:3    | KalPa           | (0:1,0:1,1:1)     |

### Skupina O

#### Tabulka
| Tým              | Z | V | Vp | Pp | P | VB | OB | +/- | B  |
| ---------------- | - | - | -- | -- | - | -- | -- | --- | -- |
| Färjestad BK     | 4 | 3 | 0  | 1  | 0 | 16 | 5  | +4  | 10 |
| HC Sparta Praha  | 4 | 2 | 1  | 0  | 1 | 16 | 10 | +6  | 8  |
| Comarch Cracovia | 4 | 0 | 0  | 0  | 4 | 7  | 24 | -17 | 0  |

#### Zápasy
| Den       | Domácí           | Skóre  | Hosté            | Třetiny           |
| --------- | ---------------- | ------ | ---------------- | ----------------- |
| 17.8.2016 | Comarch Cracovia | 2:7    | HC Sparta Praha  | (0:1,2:3,0:3)     |
| 19.8.2016 | Comarch Cracovia | 1:5    | Färjestad BK     | (1:1,0:3,0:1)     |
| 21.8.2016 | HC Sparta Praha  | 1:2    | Färjestad BK     | (1:0,0:0,0:2)     |
| 26.8.2016 | HC Sparta Praha  | 5:4    | Comarch Cracovia | (2:1,2::2,1:1)    |
| 4.9.2016  | Färjestad BK     | 2:3 PP | HC Sparta Praha  | (0:0,1:1,1:1-0:1) |
| 10.9.2016 | Färjestad BK     | 7:0    | Comarch Cracovia | (1:0,2:0,4:0)     |

### Skupina P

#### Tabulka
| Tým                  | Z | V | Vp | Pp | P | VB | OB | +/- | B |
| -------------------- | - | - | -- | -- | - | -- | -- | --- | - |
| HV71 Jonkoping       | 4 | 3 | 0  | 0  | 1 | 16 | 9  | +7  | 9 |
| EC Red Bull Salzburg | 4 | 2 | 0  | 0  | 2 | 14 | 12 | +2  | 6 |
| Sheffield Steelers   | 4 | 1 | 0  | 0  | 3 | 11 | 18 | -7  | 3 |

#### Zápasy
| Den       | Domácí               | Skóre | Hosté                | Třetiny       |
| --------- | -------------------- | ----- | -------------------- | ------------- |
| 18.8.2016 | HV71 Jonkoping       | 5:3   | Sheffield Steelers   | (1:0,2:1,2:1) |
| 20.8.2016 | EC Red Bull Salzburg | 8:1   | Sheffield Steelers   | (1:0,3:1,4:0) |
| 27.8.2016 | Sheffield Steelers   | 2:5   | HV71 Jonkoping       | (1:2,0:0,1:3) |
| 7.9.2016  | EC Red Bull Salzburg | 2:5   | HV71 Jonkoping       | (1:1,1:2,0:2) |
| 9.9.2016  | HV71 Jonkoping       | 1:2   | EC Red Bull Salzburg | (0:1,0:0,1:1) |
| 11.9.2016 | Sheffield Steelers   | 5:2   | EC Red Bull Salzburg | (1:2,2:0,2:0) |

## Play-off
Play-off bylo rozlosováno 12.9.2016 . Týmy byly losovány do dvojic ze dvou košů. V prvním koši byly vítězové skupin, ve druhém koši týmy z druhých míst. První zápasy prvního kola vyřazovací části proběhnou 4.10.2016.

### Hrací dny jednotlivých kol
|             | První zápas       | Odveta            |
| ----------- | ----------------- | ----------------- |
| 1. kolo     | 4. října 2016     | 11. října 2016    |
| Osmifinále  | 1. listopadu 2016 | 8. listopadu 2016 |
| Čtvrtfinále | 6. prosince 2016  | 13. prosince 2016 |
| Semifinále  | 10. ledna 2017    | 17. ledna 2017    |
| Finále      | 7. února 2017     | 7. února 2017     |

### Pavouk
| Nejlepších 32        | Nejlepších 32 | Nejlepších 32 | Nejlepších 32 |  |                     | Osmifinále         | Osmifinále | Osmifinále | Osmifinále |  |  | Čtvrtfinále         | Čtvrtfinále | Čtvrtfinále | Čtvrtfinále |  |  | Semifinále        | Semifinále | Semifinále | Semifinále |  |  | Finále           | Finále |
|                      |               |               |               |  |                     |                    |            |            |            |  |  |                     |             |             |             |  |  |                   |            |            |            |  |  |                  |        |
| Färjestad BK         | 1             | 2             | 3             |  |                     |                    |            |            |            |  |  |                     |             |             |             |  |  |                   |            |            |            |  |  |                  |        |
| Bílí Tygři Liberec   | 4             | 0             | 4             |  |                     | Bílí Tygři Liberec | 1          | 1          | 2          |  |  |                     |             |             |             |  |  |                   |            |            |            |  |  |                  |        |
| HK Nitra             | 0             | 0             | 0             |  | HC Vítkovice Ridera | 0                  | 3          | 3          |            |  |  |                     |             |             |             |  |  |                   |            |            |            |  |  |                  |        |
| HC Vítkovice Ridera  | 7             | 5             | 12            |  |                     |                    |            |            |            |  |  | HC Vítkovice Ridera | 2           | 2           | 4           |  |  |                   |            |            |            |  |  |                  |        |
| Djurgården           | 0             | 2             | 2             |  |                     |                    |            |            |            |  |  | Fribourg-Gottéron   | 5           | 3           | 8           |  |  |                   |            |            |            |  |  |                  |        |
| KalPa                | 2             | 1             | 3             |  |                     | KalPa              | 1          | 2          | 3          |  |  |                     |             |             |             |  |  |                   |            |            |            |  |  |                  |        |
| Fribourg-Gottéron    | 1             | 4             | 5             |  | Fribourg-Gottéron   | 1                  | 3          | 4          |            |  |  |                     |             |             |             |  |  |                   |            |            |            |  |  |                  |        |
| HC Košice            | 1             | 1             | 2             |  |                     |                    |            |            |            |  |  |                     |             |             |             |  |  | Fribourg-Gottéron | 1          | 0          | 1          |  |  |                  |        |
| Frölunda Indians     | 2             | 5             | 7             |  |                     |                    |            |            |            |  |  |                     |             |             |             |  |  | Frölunda Indians  | 5          | 4          | 9          |  |  |                  |        |
| Junosť Minsk         | 3             | 0             | 3             |  |                     | Frölunda Indians   | 6          | 4          | 10         |  |  |                     |             |             |             |  |  |                   |            |            |            |  |  |                  |        |
| EV Zug               | 0             | 1             | 1             |  | Eisbären Berlín     | 1                  | 1          | 2          |            |  |  |                     |             |             |             |  |  |                   |            |            |            |  |  |                  |        |
| Eisbären Berlín      | 4             | 2             | 6             |  |                     |                    |            |            |            |  |  | Frölunda Indians    | 4           | 5           | 9           |  |  |                   |            |            |            |  |  |                  |        |
| Linköpings HC        | 7             | 2             | 9             |  |                     |                    |            |            |            |  |  | Linköpings HC       | 0           | 1           | 1           |  |  |                   |            |            |            |  |  |                  |        |
| HC Davos             | 4             | 3             | 7             |  |                     | Linköpings HC      | 1          | 1          | 2          |  |  |                     |             |             |             |  |  |                   |            |            |            |  |  |                  |        |
| TPS Turku            | 1             | 4             | 5             |  | HIFK Hockey         | 1                  | 0          | 1          |            |  |  |                     |             |             |             |  |  |                   |            |            |            |  |  |                  |        |
| HIFK Hockey          | 1             | 5             | 6             |  |                     |                    |            |            |            |  |  |                     |             |             |             |  |  |                   |            |            |            |  |  | Frölunda Indians | 4      |
| ZSC Lions            | 4             | 5             | 9             |  |                     |                    |            |            |            |  |  |                     |             |             |             |  |  |                   |            |            |            |  |  | HC Sparta Praha  | 3      |
| EHC Wolfsburg        | 1             | 2             | 3             |  |                     | ZSC Lions          | 2          | 4          | 6          |  |  |                     |             |             |             |  |  |                   |            |            |            |  |  |                  |        |
| HC Lugano            | 4             | 3             | 7             |  | HC Lugano           | 3                  | 2          | 5          |            |  |  |                     |             |             |             |  |  |                   |            |            |            |  |  |                  |        |
| HC Škoda Plzeň       | 1             | 3             | 4             |  |                     |                    |            |            |            |  |  | ZSC Lions           | 0           | 2           | 2           |  |  |                   |            |            |            |  |  |                  |        |
| SaiPa                | 2             | 4             | 6             |  |                     |                    |            |            |            |  |  | Växjö Lakers HC     | 0           | 3           | 3           |  |  |                   |            |            |            |  |  |                  |        |
| Tappara Tampere      | 0             | 2             | 2             |  |                     | SaiPa              | 3          | 2          | 5          |  |  |                     |             |             |             |  |  |                   |            |            |            |  |  |                  |        |
| Växjö Lakers HC      | 1             | 4             | 5             |  | Växjö Lakers HC     | 2                  | 4          | 6          |            |  |  |                     |             |             |             |  |  |                   |            |            |            |  |  |                  |        |
| EHC Red Bull München | 1             | 3             | 4             |  |                     |                    |            |            |            |  |  |                     |             |             |             |  |  | Växjö Lakers HC   | 1          | 0          | 1          |  |  |                  |        |
| Oulun Kärpät         | 1             | 0             | 1             |  |                     |                    |            |            |            |  |  |                     |             |             |             |  |  | HC Sparta Praha   | 2          | 4          | 6          |  |  |                  |        |
| HC Sparta Praha      | 1             | 1             | 2             |  |                     | HC Sparta Praha    | 2          | 5          | 7          |  |  |                     |             |             |             |  |  |                   |            |            |            |  |  |                  |        |
| HV71 Jonkoping       | 2             | 4             | 6             |  | HV71 Jonkoping      | 4                  | 0          | 4          |            |  |  |                     |             |             |             |  |  |                   |            |            |            |  |  |                  |        |
| Lukko Rauma          | 0             | 3             | 3             |  |                     |                    |            |            |            |  |  | HC Sparta Praha     | 1           | 4           | 5           |  |  |                   |            |            |            |  |  |                  |        |
| Skellefteå AIK       | 0             | 4             | 4             |  |                     |                    |            |            |            |  |  | SC Bern             | 1           | 1           | 2           |  |  |                   |            |            |            |  |  |                  |        |
| JYP Jyväskylä        | 4             | 2             | 6             |  |                     | JYP Jyväskylä      | 2          | 3          | 5          |  |  |                     |             |             |             |  |  |                   |            |            |            |  |  |                  |        |
| SC Bern              | 4             | 3             | 7             |  | SC Bern             | 3                  | 3          | 6          |            |  |  |                     |             |             |             |  |  |                   |            |            |            |  |  |                  |        |
| EC Red Bull Salzburg | 1             | 3             | 4             |  |                     |                    |            |            |            |  |  |                     |             |             |             |  |  |                   |            |            |            |  |  |                  |        |

Poznámky:
1. Výše nasazené týmy jsou vždy uvedeny v horní části každé větve pavouka. Výše nasazené týmy hrají svá první utkání venku a druhá doma.
2. V případě nerozhodnosti skóre, kdy rozhodovalo prodloužení, je takový zápas označen p za počtem branek týmu, který rozhodl v prodloužení.
3. V případě nerozhodnosti skóre, kdy rozhodovaly až samostatné nájezdy, je skóre nájezdů uvedeno v závorce.

### Zápasy

#### První kolo
| Nasazený          | Skóre | Nenasazený           | 1. zápas          | 2. zápas                    |
| ----------------- | ----- | -------------------- | ----------------- | --------------------------- |
| Färjestad BK      | 3:4   | Bílí Tygři Liberec   | 1:4 (0:1,1:2,0:1) | 2:0 (0:0,1:0,1:0)           |
| HK Nitra          | 0:12  | HC Vítkovice Ridera  | 0:7 (0:1,0:2,0:4) | 0:5 (0:2,0:1,0:2)           |
| Djurgården        | 2:3   | KalPa                | 0:2 (0:1.0:0,0:1) | 2:1 (0:1,1:0,1:0)           |
| Fribourg-Gottéron | 5:2   | HC Košice            | 1:1 (0:1,0:0,1:0) | 4:1 (1:0,1:1,2:0)           |
| Frölunda Indians  | 7:3   | Junosť Minsk         | 2:3 (1:1,0:2,1:0) | 5:0 (1:0,3:0,1:0)           |
| EV Zug            | 1:6   | Eisbären Berlín      | 0:4 (0:1,0:2,0:1) | 1:2 (0:0,1:0,0:2)           |
| Linköpings HC     | 9:7   | HC Davos             | 7:4 (3:2,4:1,0:1) | 2:3 (0:2,0:0,2:1)           |
| TPS Turku         | 5:6   | HIFK Hockey          | 1:1 (1:0,0:1,0:0) | 4:4 (1:2,2:1,1:1) pr - 0:1  |
| ZSC Lions         | 9:3   | EHC Wolfsburg        | 4:1 (2:0,1:1,1:0) | 5:2 (0:1,2:0,3:1)           |
| HC Lugano         | 7:4   | HC Škoda Plzeň       | 4:1 (0:0,2:1,2:0) | 3:3 (1:1,1:1,1:1)           |
| SaiPa             | 6:2   | Tappara Tampere      | 2:0 (0:0,1:0,1:0) | 4:2 (1:1,2:1,1:0)           |
| Växjö Lakers HC   | 5:4   | EHC Red Bull München | 1:1 (1:0,0:1,0:0) | 4:3 (1:1,3:1,0:1)           |
| Oulun Kärpät      | 1:2   | HC Sparta Praha      | 1:1 (0:0,1:0,0:1) | 0:0 (0:0,0:0,0:0) pr. - 0:1 |
| HV71 Jonkoping    | 6:3   | Lukko Rauma          | 2:0 (2:0,0:0,0:0) | 4:3 (2:2,2:1,0:0)           |
| Skellefteå AIK    | 4:6   | JYP Jyväskylä        | 0:4 (0:2,0:0,0:2) | 4:2 (1:1,2:1,1:0)           |
| SC Bern           | 7:4   | EC Red Bull Salzburg | 4:1 (2:0,0:0,2:1) | 3:3 (1:1,2:2,0:0)           |

### Osmifinále
| Nasazený           | Skóre | Nenasazený          | 1. zápas            | 2. zápas                    |
| ------------------ | ----- | ------------------- | ------------------- | --------------------------- |
| Bílí Tygři Liberec | 2:3   | HC Vítkovice Ridera | 1:0 (0:0, 0:0, 1:0) | 1:2 (0:1,0:0,1:1) pr. - 0:1 |
| KalPa              | 3:4   | Fribourg-Gottéron   | 1:1 (0:0, 1:0, 0:1) | 2:2 (1:1,1:1,0:0) pr. - 0:1 |
| Eisbären Berlín    | 2:10  | Frölunda Indians    | 1:6 (1:3, 0:1, 0:2) | 1:4 (0:2,0:0,1:2)           |
| Linköpings HC      | 2:1   | HIFK Hockey         | 1:1 (1:0, 0:0, 0:1) | 1:0 (0:1,0:0,0:0)           |
| HC Lugano          | 5:6   | ZSC Lions Curych    | 3:2 (1:2, 2:0, 0:0) | 2:3 (1:2,1:1,0:0) pr. - 0:1 |
| SaiPa              | 5:6   | Växjö Lakers HC     | 3:2 (2:0, 0:0, 1:2) | 2:3 (1:0,1:2,0:1) pr. - 0:1 |
| HC Sparta Praha    | 7:4   | HV71 Jonkoping      | 2:4 (0:1, 1:3, 1:0) | 5:0 (1:0,3:0,1:0)           |
| SC Bern            | 6:5   | JYP Jyväskylä       | 3:2 (0:2, 3:0, 0:0) | 3:3 (1:0.0:0,2:3)           |

### Čtvrtfinále
| Nasazený            | Skóre | Nenasazený        | 1. zápas          | 2. zápas          |
| ------------------- | ----- | ----------------- | ----------------- | ----------------- |
| HC Vítkovice Ridera | 4:8   | Fribourg-Gottéron | 2:5 (1:1,1:2,0:2) | 2:3 (1:2,0:1,1:0) |
| Frölunda Indians    | 9:2   | Linköpings HC     | 4:0 (3:0,1:0,0:0) | 5:2 (1:1,3:1,1:0) |
| ZSC Lions Curych    | 2:3   | Växjö Lakers HC   | 0:0 (0:0,0:0,0:0) | 2:3 (2:0,0:2,0:1) |
| HC Sparta Praha     | 5:2   | SC Bern           | 1:1 (0:0,1:1,0:0) | 4:1 (0:0,3:1,1:0) |

### Semifinále
| Nasazený         | Skóre | Nenasazený        | 1. zápas          | 2. zápas          |
| ---------------- | ----- | ----------------- | ----------------- | ----------------- |
| Frölunda Indians | 9:1   | Fribourg-Gottéron | 5:1 (1:1,2:0,2:0) | 4:0 (1:0,2:0,1:0) |
| Växjö Lakers HC  | 1:6   | HC Sparta Praha   | 1:2 (0:2,0:0,1:0) | 0:4 (0:1,0:1,0:2) |

### Finále
| Nasazený         | Skóre | Nenasazený      | Třetiny           |
| ---------------- | ----- | --------------- | ----------------- |
| Frölunda Indians | 4:3pr | HC Sparta Praha | (2:2,1:0,0:1-1:0) |

## Vítěz
| Hokejová Liga mistrů 2016/17 Frölunda Indians 2. titul |